# Hubert Humphrey
Hubert Humphrey (n. 27 mai 1911 - d. 13 ianuarie 1978) a fost un politician american, Vicepreședinte al Statelor Unite ale Americii între 1965 și 1969.